# Solomon Alabi
Solomon Alabi (Kaduna, Kaduna, 21 de marzo de 1988) es un exbaloncestista nigeriano. Con 2,16 metros de estatura, jugaba en la posición de pívot.

## Trayectoria deportiva

### High School
Alabi creció en Kaduna, antes de trasladarse a Orlando (Florida), a los quince años. Asistió a la Montverde Academy en Montverde, donde en su año sénior promedió 17.5 puntos, 11.4 rebotes y 6 tapones por partido y lideró al equipo a un balance de 30 victorias y ninguna derrota.

### Universidad
Alabi se rompió la pierna en el noveno partido de su primera temporada en la Universidad Estatal de Florida y consiguió un redshirt médico, de modo que la temporada no contabilizaba en el total de los cuatro años universitarios. Al año siguiente lideró a los Seminoles en rebotes (5.6 por encuentro), tapones (2.1) y porcentaje de tiros de campo (54.0%), y finalizó segundo en puntos con 8.4 por partido. Además, fue incluido en el mejor quinteto de freshman y defensivo de la Atlantic Coast Conference, en el segundo del torneo de la ACC, y lideró a los Seminoles al primer torneo de la NCAA desde 1998 y a la final del torneo de la ACC por primera vez en la historia de la universidad. En su segundo y último año universitario, Alabi fue el máximo anotador del equipo con 11.7 puntos por partido y máximo taponador con 2.3 (líder de la conferencia por segundo año consecutivo). Disputó como titular los 32 partidos, anotando en dobles figuras en 18 ocasiones y formando parte del tercer mejor equipo y del mejor quinteto defensivo de la ACC. El 23 de abril de 2010 se declaró elegible para el Draft de la NBA de 2010.

#### Estadísticas
| Temporada | Equipo                  | Partidos | Pts. | Reb. | Asts. | Rob. | Tap. | %TC  | %T3  | %TL  | Min. | Pér. |
| --------- | ----------------------- | -------- | ---- | ---- | ----- | ---- | ---- | ---- | ---- | ---- | ---- | ---- |
| 2007–08   | Florida State Seminoles | 9        | 3.9  | 2.2  | 0.0   | 0.1  | 1.2  | .484 | .000 | .556 | 10.3 | 1.2  |
| 2008–09   | Florida State Seminoles | 35       | 8.4  | 5.6  | 0.3   | 0.5  | 2.1  | .540 | .000 | .680 | 22.3 | 1.6  |
| 2009–10   | Florida State Seminoles | 32       | 11.7 | 6.2  | 0.5   | 0.6  | 2.3  | .534 | .000 | .794 | 25.6 | 1.9  |

### Profesional
Alabi fue seleccionado por Dallas Mavericks en la 50.ª posición del Draft de la NBA de 2010, aunque sus derechos fueron traspasados a Toronto Raptors a cambio de una elección de segunda ronda condicional de 2013 y dinero. El 5 de julio de 2010 firmó un contrato con los Raptors.
Tras jugar únicamente 18 segundos en un partido ante los Miami Heat, el 15 de noviembre fue asignado a los Erie BayHawks de la NBA D-League.

## Estadísticas de su carrera en la NBA

### Temporada regular
| Año     | Equipo          | PJ | PT | MPP | %TC  | %3P  | %TL  | RPP | APP | ROB | TPP | PPP |
| ------- | --------------- | -- | -- | --- | ---- | ---- | ---- | --- | --- | --- | --- | --- |
| 2010-11 | Toronto Raptors | 12 | 0  | 4.9 | .200 | .000 | .000 | 1.2 | .2  | .2  | .2  | .5  |
| 2011-12 | Toronto Raptors | 14 | 0  | 8.7 | .361 | .000 | .875 | 3.4 | .2  | .1  | .6  | 2.4 |
| Total   | Total           | 26 | 0  | 7.0 | .314 | .000 | .700 | 2.3 | .2  | .2  | .4  | 1.5 |